# Marseille
Marseille er Frankrigs næststørste by. Byen har 852.395 indbyggere, men Stor-Marseille bebos af 1,5 millioner.
Marseille grundlagdes af grækere fra Phokis i Lilleasien cirka år 600 f. Kr. Siden har byen oplevet såvel op- som nedture.
I 1800-tallet var byen centrum for Frankrigs kolonisering af Nordafrika. Siden gik det ned ad bakke for byen, der oplevede en stor indvandring fra de tidligere kolonier og en betydelig kriminalitet, særligt fra mafiaen. Siden har man forsøgt at forny byens image bl.a. ved at gøre den til europæisk kulturhovedstad i 2013.

## Historie
Marseille blev grundlagt som Massalia af grækere fra Phokis i Lilleasien cirka år 600 f. Kr. Dette skete efter en periode, hvor grækere, etruskere og fønikere havde handlet med de lokale stammer, som det illustreres af fund fønikiske amforer, ionisk græsk og etruskisk keramik i disses bosættelser i perioden 650/600 f. Kr. Stednavne som Rhodanousia og Rhode (Rosas) antyder en vis rhodisk indflydelse i denne periode.
Byen blev anlagt omkring den naturlige havn mellem to kalkstenshøjderygge, som grækerne kaldte Lakydon, og som i dag kaldes Vieux-Port. Den udviklede sig hastigt i det 6. århundrede f. Kr. og grundlagde en handelsplads, Emporion (Ampurias), i Catalonien cirka 575/550 f. Kr. og blev central for udbredelsen af varer fra middelhavsområdet til det område, der i dag svarer til det centrale og sydlige Frankrig samt Sydvesttyskland. Denne centrale position forsvaredes i intens konkurrence med Karthago i Nordafrika og de etruskiske bystater i Norditalien, nogle gange fredeligt andre gange krigerisk, selv om de historiske kilder er  vage omkring dette. At byen var en magtfaktor illustreres af det rigt udstyrede skatkammer i Delphi fra cirka 535/530 f. Kr.
I 5. århundrede f. Kr. udbyggedes positionen i baglandet, og massaliotiske amforer, der en gang indeholdt vin findes så langt nord på som i området omkring Paris. I 4. århundrede f. Kr. udvidededes byen kraftigt, og nye handelspladser opstod langs kysten fra Nikaea (Nice) til Agathe (Agde) heriblandt Antipolis (Antibes). Senest på dette tidspunkt anlagdes også Arelate (Arles) på det sted, hvor Rhône-flodens delta begynder. Massalia havde på dette tidspunkt en stor krigsflåde, der havde til huse i en til formålet indrettet flådehavn med plads til i hvert fald 60 triremer. Kun Athens flåde kunne måle sig med Massalias.
Det er formentlig på baggrund af byens ekspansion og jagt på ressourcer, at Pytheas fra Massalias store nordlandsrejse i slutningen af det 4. århundrede f. Kr. skal ses.
I det 3. århundrede f. Kr. havde byen sin storhedstid, og det ser ud til, at den i høj grad kontrollerede udvekslingen med tin, som var afgørende for bronzeproduktionen, mellem Britannien og de græske byer i Syditalien. Samtidig havde Massalia gode relationer til Rom, og Massalias hjælp i søslaget ved Saguntum i 217 var afgørende for Roms muligheder i 2. puniske krig (218-201). Massalia modstod også pres fra Hannibal, mens denne var på vej mod sine store sejre i Norditalien i 217-216 f. Kr.
Denne gamle alliance med Rom sikrede længe Massalia en position som selvstændig by, også efter romernes oprettelse af provinsen Gallia Transalpina i 125 f. Kr. Først under Gallerkrigene 58-53 f. Kr. kom Massalia under officiel romersk kontrol.
Massalia var i antikken generelt kendt som et center for viden og lærdom, men det meste af den vestgræske kulturarv er siden gået tabt. Allerede Pytheas bestemte i 4. århundrede Massalias breddegrad ved hjælp af en gnomon til 43'12 grader nord, en ganske imponerende præcision i betragtning af det anvendte instrument.
Byen opnåede i 1218 selvstyre, men i 1347 kom pesten til Frankrig. Pesten menes at være kommet udefra til Marseilles havn, og den fortsatte herfra op igennem Frankrig. Under den tyske besættelse november 1942 – august 1944 blev store havneområder ødelagt. Ved udgravninger efter krigen opdagede man mellem Quai du Port og Rue Casserie spor af byens oldtidshavn, dokker og et teater.
Både åbningen af Suezkanalen i 1869 og Frankrigs ekspansion i Afrika i løbet af 1800-tallet fik afgørende betydning for Marseille og dens havn. Marseille ligger centralt som udskibningshavn til Afrika, Mellemøsten og Sydøstasien og har nydt godt af gode transportforbindelser til Paris og resten af Frankrig.
I 1950'erne og 60'erne opløstes det franske kolonirige, samtidig lukkede Suezkanalen midlertidigt i 1956, hvilket tilsammen fik alvorlige konsekvenser for havnen i Marseille og dermed for hele byen, der i de følgende 10 år blev reduceret til en udkantskommune.

## Geografi

### Demografi
| 1793    | 1800    | 1806    | 1821    | 1831    | 1836    | 1841    | 1846    | 1851    | 1856    | 1861    | 1866    |
| ------- | ------- | ------- | ------- | ------- | ------- | ------- | ------- | ------- | ------- | ------- | ------- |
| 108.374 | 96.413  | 99.169  | 109.483 | 145.115 | 146.239 | 154.035 | 183.186 | 195.258 | 233.817 | 260.910 | 300.131 |
| 1872    | 1876    | 1881    | 1886    | 1891    | 1896    | 1901    | 1906    | 1911    | 1921    | 1926    | 1931    |
| 312.864 | 318.868 | 360.099 | 376.143 | 403.749 | 442.239 | 491.161 | 517.498 | 550.619 | 586.341 | 652.196 | 800.881 |
| 1936    | 1946    | 1954    | 1962    | 1968    | 1975    | 1982    | 1990    | 1999    | 2006    |         |         |
| 914.232 | 636.264 | 661.407 | 778.071 | 889.029 | 908.600 | 874.436 | 800.550 | 795.518 | 820.900 |         |         |

### Placering
Marseille er placeret i den nordøstlige del af Løvebugten (Golfe du Lion), på østsiden af Étang de Berre og ved udløbet af Rhônefloden i Middelhavet.

### Klima
Klimaet i Marseille klassificeres som middelhavsklima, med varme, tørre somre og milde, våde vintre.
| Vejr for Marseille                                                 | Vejr for Marseille | Vejr for Marseille | Vejr for Marseille | Vejr for Marseille | Vejr for Marseille | Vejr for Marseille | Vejr for Marseille | Vejr for Marseille | Vejr for Marseille | Vejr for Marseille | Vejr for Marseille | Vejr for Marseille | Vejr for Marseille |
|                                                                    | Jan                | Feb                | Mar                | Apr                | Maj                | Jun                | Jul                | Aug                | Sep                | Okt                | Nov                | Dec                | År                 |
| ------------------------------------------------------------------ | ------------------ | ------------------ | ------------------ | ------------------ | ------------------ | ------------------ | ------------------ | ------------------ | ------------------ | ------------------ | ------------------ | ------------------ | ------------------ |
| Gennemsnitlig maks °C                                              | 11                 | 12                 | 15                 | 18                 | 22                 | 26                 | 29                 | 28                 | 25                 | 21                 | 15                 | 11                 | 19                 |
| Gennemsnitlig °C                                                   | 7                  | 8                  | 10                 | 13                 | 17                 | 21                 | 24                 | 23                 | 20                 | 16                 | 11                 | 7                  | 15                 |
| Gennemsnitlig min °C                                               | 3                  | 4                  | 6                  | 9                  | 12                 | 16                 | 19                 | 18                 | 15                 | 12                 | 7                  | 3                  | 10                 |
| Gennemsnitlig nedbør mm                                            | 47                 | 54                 | 44                 | 48                 | 42                 | 28                 | 14                 | 29                 | 47                 | 78                 | 58                 | 56                 | 545                |
| Kilde (2010): http://www.meteomedia.com/statistics/C02929/frxx0059 |                    |                    |                    |                    |                    |                    |                    |                    |                    |                    |                    |                    |                    |

|                       | Jan | Feb   | Mar   | Apr   | Maj   | Jun   | Jul   | Aug   | Sep   | Okt   | Nov   | Dec   | Middel |
| --------------------- | --- | ----- | ----- | ----- | ----- | ----- | ----- | ----- | ----- | ----- | ----- | ----- | ------ |
| Solskinstimer         | 150 | 155,5 | 215,1 | 244,8 | 292,5 | 326,2 | 366,4 | 327,4 | 254,3 | 204,5 | 155,5 | 143,3 | 2835,5 |
| Regnvejrsdage(>=1 mm) | 6,5 | 6,0   | 5,5   | 5,3   | 4,9   | 3,5   | 1,6   | 3,0   | 3,6   | 5,8   | 5,1   | 6,0   | 56,7   |

| By                   | Solskinstimer · (t/år) | Regn · (mm/år) | Sne · (d/år) | Torden · (d/år) | Tåge · (d/år) |
| -------------------- | ---------------------- | -------------- | ------------ | --------------- | ------------- |
| Nationale gennemsnit | 1.973                  | 770            | 14           | 22              | 40            |
| Marseille            | 2.836                  | 544            | 2            | 20              | 11            |
| Paris                | 1.630                  | 642            | 15           | 19              | 13            |
| Nice                 | 2.668                  | 767            | 1            | 31              | 1             |
| Strasbourg           | 1.633                  | 610            | 30           | 29              | 65            |
| Brest                | 1.492                  | 1.109          | 9            | 11              | 74            |

## Sport
Olympique Marseille er byens fodboldhold. Klubben er en af de historisk største i fransk fodbold. Olympique Marseille spiller i Ligue 1. Klubben blev stiftet i 1899 og spiller sine hjemmekampe på Stade Vélodrome som kan rumme 60.031 tilskuere.

## Transport
Air France flyver til Marseille fra Københavns Lufthavn — ikke direkte men via Paris (Charles de Gaulle), Lyon Saint Exupéry eller lufthavnen i Strasbourg.
Gare de Marseille-Saint-Charles er byens centrale jernbanestation. Udover betjening af lokale forbindelser er denne station også en af de centrale TGV-stationer i syd. Der er TGV-forbindelser herfra til Paris, Lyon, Lille, Nantes, Strasbourg, Bruxelles og Genève samt Eurostar-forbindelse til London.

## Uddannelse
- École pour l'informatique et les nouvelles technologies
- Institut polytechnique des sciences avancées
- Kedge Business School

## Kultur
Marseille var europæisk kulturhovedstad i 2013.